# 424 Gratia
Gratia (asteroide 424) é um asteroide da cintura principal com um diâmetro de 87,2 quilómetros, a 2,4680428 UA. Possui uma excentricidade de 0,1100818 e um período orbital de 1 686,92 dias (4,62 anos). Gratia tem uma velocidade orbital média de 17,88510295 km/s e uma inclinação de 8,20824º. Esse asteroide foi descoberto em 31 de Dezembro de 1896 por Auguste Charlois.